# Бернедзо
Бернѐдзо (на италиански: Bernezzo; на пиемонтски: Bërness, Бърнес) е малко градче и община в Северна Италия, провинция Кунео, регион Пиемонт. Разположено е на 590 m надморска височина. Населението на общината е 4103 души (към 2010 г.).